# Jaisinghpur
Jaisinghpur (hindi जयसिंहपुर) – miasto w północnych Indiach w stanie Himachal Pradesh, w zachodnich Himalajach.
Populacja miasta w 2001 roku wynosiła 1273 mieszkańców.